# 劉繪 (南朝)
劉繪（458年—502年），字士章，彭城郡彭城县安上里人，南朝宋、南朝齐官员、文人，劉勔之子，刘悛之弟。

## 生平
在宋末初任著作郎，后为蕭道成属下太尉行参軍。昇明二年（478年），蕭嶷担任江州刺史，劉繪在其麾下担任左軍主簿。昇明三年（479年）蕭嶷转任荊州刺史，劉繪随从赴江陵，担任镇西外兵曹参軍。同年（建元元年），南朝齐建国，蕭嶷转任揚州刺史，劉繪跟从担任驃騎主簿。
劉繪谈吐雅致，有文义，善隶书。蕭嶷对功曹王诩赞许劉繪。劉繪为司空記室録事，转任太子洗馬、大司馬諮議、兼録事。豫章王蕭嶷与文惠太子蕭長懋的僚属有党争，劉繪为了回避斗争，外任为南康相。郡務余暇，专意讲说。召還至建康，为安陸王蕭子敬属下護軍司馬，转任中書郎，掌诏诰。齐武帝命他帮助国子祭酒何胤制定礼儀，为竟陵王萧子良所仰慕。建康文人被竟陵王蕭子良召集到西邸，劉繪为后进领袖，发揮才能。
永明八年（490年）蕭子響被处决後，蕭嶷想要求将他安葬，召劉繪为此事上表文。劉繪求紙筆，须臾便成。蕭嶷见到“提携鞠养，俯见成人”八字，叹道：「禰衡何以过此」。後北魏使者前来，武帝命劉繪前去应接。事毕，編纂《语辞》。
隆昌元年（494年），兄长劉悛获罪将被诛杀，劉繪伏阙请代兄死。当时西昌侯蕭鸞辅政，将他赦免。蕭鸞召劉繪为镇軍長史，转任黄門郎。同年（延興元年）七月，蕭鸞为驃騎大将軍，劉繪受輔国将軍之号，諮議领录事，主管笔翰。同年（建武元年）十月，蕭鸞即位为齐明帝，劉繪转任太子中庶子，出为寧朔将軍、撫軍長史。
蕭緬之子安陸王蕭宝晊担任湘州刺史，劉繪在他麾下担任冠軍長史、長沙郡内史、行湘州事。蕭宝晊的王妃是劉繪之兄劉悛之女，蕭宝晊愛王妃的侍婢，劉繪奪取侍婢，将事情奏聞。蕭宝晊以为恨，与劉繪不协。
劉繪母亲去世，服丧三年。服丧结束，他在晋安王蕭宝義属下担任寧朔将軍、征北長史、南東海郡太守、行南徐州事。永元二年（500年），蕭衍起兵，朝廷以劉繪为持節、都督雍梁南北秦四州郢州之竟陵司州之隨郡諸軍事、輔国将軍、領寧蛮校尉、雍州刺史，劉繪固辞不受。劉繪转任建安王蕭宝寅属下車騎長史，行府国事（車騎府、建安国）。蕭衍包围建康，南兗州刺史張稷总城内军事，计划废黜蕭宝卷，劉繪有所参与，闲语累夜。蕭宝卷被殺害，建康城内派遣劉繪和范雲持蕭宝卷首級到石頭城去见蕭衍。劉繪担任大司马从事中郎。中興二年（502年）去世。享年四十五岁。撰有《能書人名》。

## 子女
- 劉孝綽（長子）
- 劉孝能（次子、早逝）
- 劉潜（三子、字孝儀）
- 劉孝勝（五子）
- 劉孝威（六子）
- 劉孝先（七子）
- 女（嫁给王叔英）
- 女（嫁给張嵊）
- 劉令嫺（嫁给徐勉之子徐悱）